# چالشتر
چالِشتُر یک شهر در استان چهارمحال و بختیاری است. بر پایه سرشماری سال ۱۳۸۵ جمعیت چالِشتُر۶٬۷۲۰ نفر (۱٬۶۸۰ خانوار) بوده است. امروزه چالِشتُر به همراه اشکفتک و مهدیه جزء منطقهٔ دو شهرداری شهرکرد است.

## وجه تسمیه
وجه تسمیه شهر چالِشتُر:
 آن را مرکب از دو کلمه چالش و تر می‌دانند. این دو کلمه مشتق از فارسی کهن است چالش را به معنای گفتگو و تبادل نظر یا جنگ و ثُر را به معنای میدان یا محل بیان کرده‌اند. بدین معنی چالشتر یعنی میدان جنگ چون کوه‌های نزدیک به چالشتر در شمال شرق آن به قراول خانه مشهور است و آثار به جای دیده‌بانی در آن نمایان است معنی فوق برای این روستا قوت بیشتری دارد زیرا مهاجرین و افرادی که از ناحیه اصفهان قصد حمله و غارت و هجوم به چهارمحال را داشته‌اند ناگزیر از محل باریکه ای در رودخانه زاینده رود که در نزدیکی شهر سامان بوده و امروز پل زمانخان بر آن واقع است می‌گذشته‌اند و بعد از گذر از شهر سامان اولین مکانی که بر سر راه در دشت شهرکرد بوده چالشتر و به عنوان سه راه چهارمحال از این قسمت بوده است و بعید نیست که جنگ‌هایی در این محل صورت گرفته است. که آن را چالِشتُریعنی میدان جنگ نامیده‌اند.

## دین و زبان
دین مردم منطقه چالِشتَر اسلام و مذهب آنها شیعه اثنی عشری است زبان مردم منطقه چالشتُر فارسی است.

## موقعیت جغرافیایی و خصایص وضع موجود بافت چالِشتُر
این منطقه در ۸ کیلومتری شمال شهرکرد واقع و از منطقه معروف تاریخی و حکومتی و صنعتی نامی چهارمحال می‌باشد. در شمال به فاصله ۱۶ کیلومتری آن شهر سامان و در غرب آن دشت لار و دشت مهدیه و شهرکرد در جنوب و جنوب شرقی چالشتر واقع گردیده است.
هر چند که ساختمانهای نوساز و به سبک جدید در منطقه گسترشی یافته ولی بقایای قدیمی تا حدی محسوس است به نقل بزرگان درو تا دور منطقهٔ چالشتر را حصاری تشکیل می‌داده که دارای چهار درب بوده که یک درب آن مربوط به دروازه نافچ و درب دیگر آن مربوط به دروازه سورشجان و درب دیگر مربوط به دروازه شهر یعنی به طرف شهرکرد بوده است و درب دیگر به طرف شهر سامان بوده و این قلعه دارای۲۲برج و بارو بوده که ارتفاع آنها ۵ متر و قطر برجها و دیوار ۳ متر بوده است.
این قلعه طوری ساخته شده بود که خانه خان و مسجد در وسط آن قرار داشته و مشرف به چهار دروازه بوده و علت اینکه خانه خان در وسط قلعه بوده به لحاظ امنیت و کنترل قلعه توسط خان بوده. ضمناً ورود و خروج در روز آزاد و در شب کلیه چهار دروازه آن بسته و رفت و آمد ممنوع بوده است
چالشتر در ۵۱ درجه و ۴۸ دقیقه طول شرقی و ۳۲ درجه و ۲۲ دقیقه عرض شمالی در ارتفاع ۲۰۸۰ متر از سطح دریا در فاصله ۸ کیلومتری شمال غرب شهرکرد واقع است. بافت اصلی روستا دردل قلعه واقع شده است اغلب تخریب و واحدهای مسکونی جدید در خارج قلعه ساخته شده است اکنون علاوه بر اطراف قلعه منطقه در حول واحدهای مسکونی شرکت سهامی زراعی سابق و عموماً در شمال و در اطراف جاده ارتباطی شهرکرد در حال توسعه فیزیکی است.

## شاعران چالِشتُر
به نقل از بزرگان و اندیشمندان این روستا حدوداً ۲۷۰ شاعر داشته است که معروف‌ترین آنها محمد زمانخان معروف به آقا محمد خان شهباز - حاجی ابوالفتح ابن حاجی ابوالقاسم معروف به آثم، احمد خان سالار مفخم، عباسقلی حکیم آذر چالِشتُری، ارباب علی چالِشتُری، حاج محمد  مهدی خان آزاده چالِشتری، دبیر اجلال ریاحی چالِشتُری، محمود خان ستوده می‌باشد

## صنعت

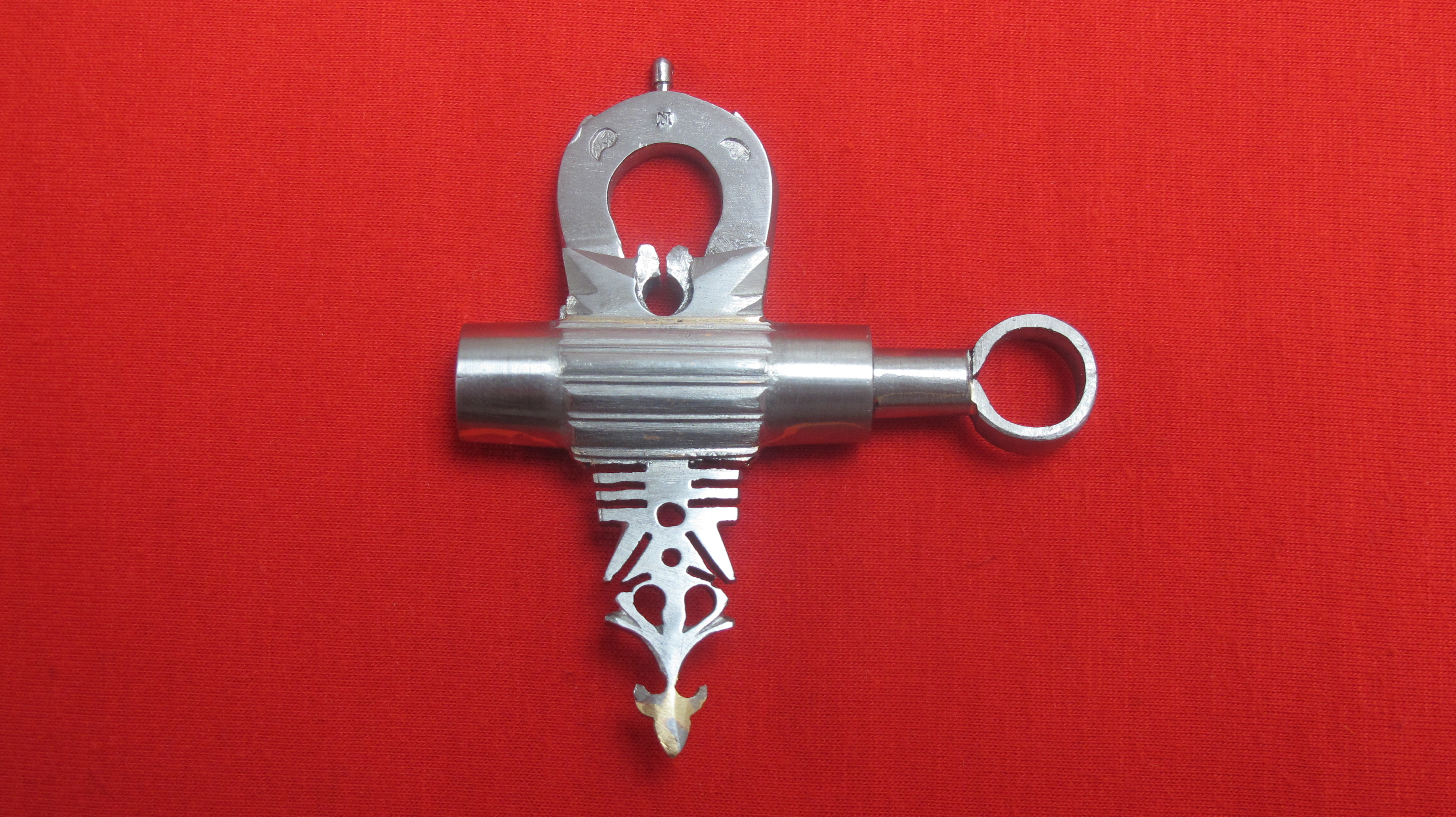
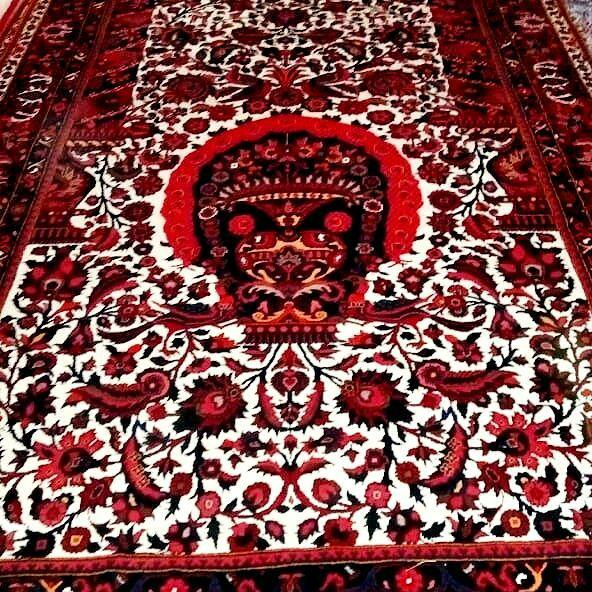

صنعت چالشتر شهرت جهانی دارد و استادان زیادی در رشته‌های قالی‌بافی، گلیم، جاجیم، حریر بافی، صنایع فلزی و دستی مثل اسلحه سازی، خاتم کاری، منبت کاری، مشبک بری، قفل‌سازی مشغول به کار بوده‌اند و امروزه فقط کار قفل سازی و قالی‌بافی دنبال می‌شود.

## آب و هوای چالِشتُر
آب و هوای چالشتر از اوایل پاییز تغییر کرده و از اواسط آبان ماه سرما آغاز می‌شود. سردترین ماه‌های سال دی و بهمن و گرمترین ماه‌های سال تیر و مرداد است میزان بارندگی زیاد از آبان ماه شروع و تا اواخر فروردین ماه ادامه دارد. اعتدال هوا از اواخر اردیبهشت ماه آغاز و تا اواسط تیر ماه رو به گرما می‌رود. از اردیبهشت تا آبان جزء ماه‌های خشک و ماه‌های آذر، دی، بهمن، اسفند یخبندان به می‌رود و در زمستان چون این روستا بادهای جنوب غربی و غرب قرار گرفته و سوز و سرما دارد.

## تاریخ

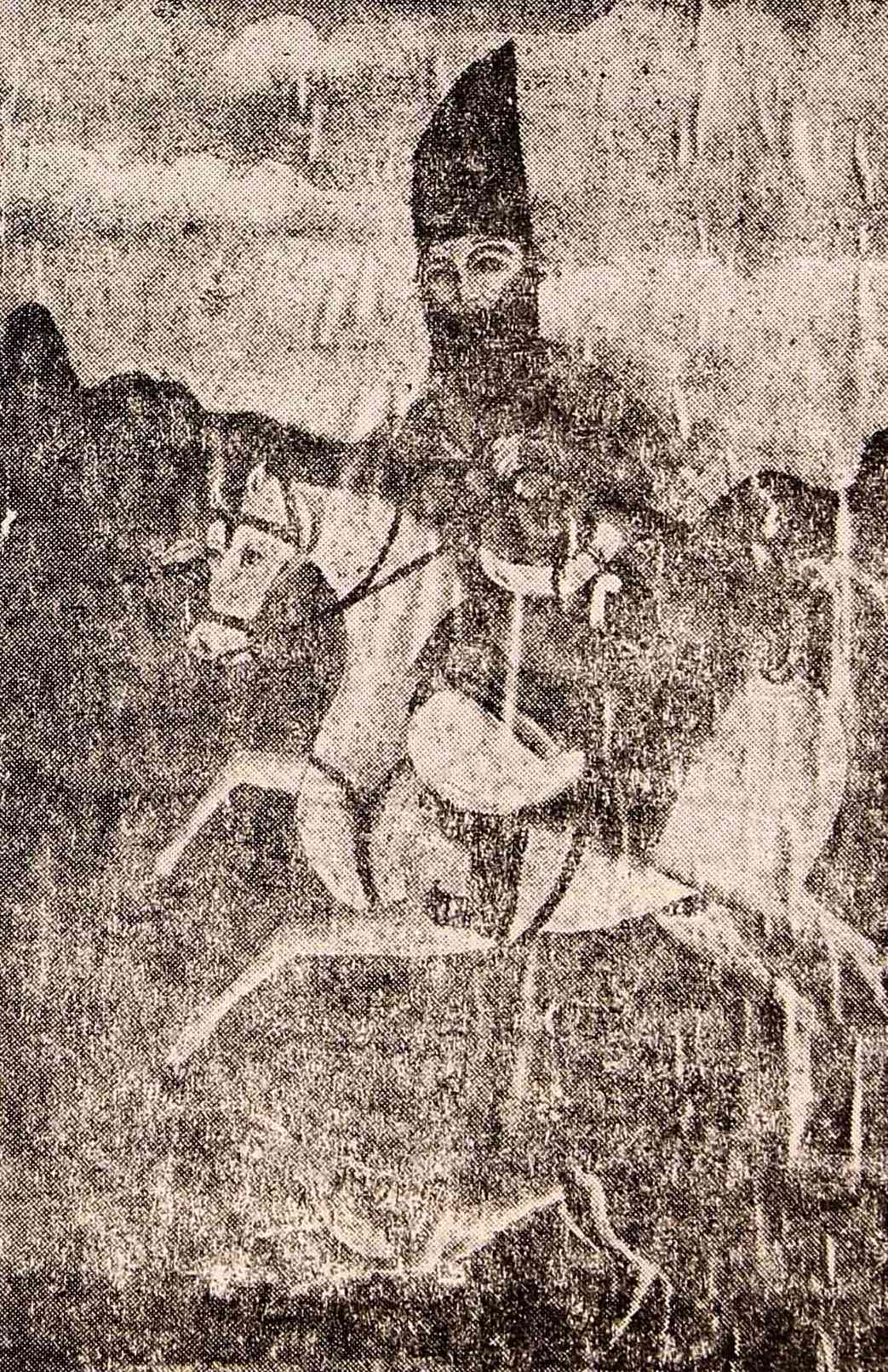

مؤلف مرآت البلدان در شرح نواحی «چهارمحال» نویسد: از قرای ناحیه «رار» یکی قریه «چالِشتُر» است که قلعه‌ای آجری است و ۲۲ برج دارد و هر دهنه برج را هشتاد ذرع با برج دیگر فاصله است. از بناهای مرحوم حاجی محمد رضاخان چالِشتُری می‌باشد و در آنجا بناهای عالی و عمارت‌های بسیار خوب است که بیش از ۳۰ هزار تومان خرج عمارات شده. دویست خانوار جمعیت و یک رشته قنات دارد که هشت سنگ میرآبی آب ازآن جاری است و هر سال صد خروار زمین بذرافشان را مشروب می‌نماید. حمام و مسجد و تیمچه و بازارچه و دکاکین و آسیا دارد و ۳۹۰ تومان مالیات دیوانی آنجاست و شش نفر سرباز هم می‌دهد. (مرآت البلدان ج ۴ صص ۵۱–۵۲)
در فرهنگ جغرافیائی ایران نوشته شده است: «... دهی است از دهستان لار (رار) بخش حومه شهرستان شهرکرد که در ۸ هزارگزی شمال باختر شهرکرد و یک هزارگزی راه عمومی شهرکرد به چالشتر واقع شده. جلگه و کوهستانی و معتدل است و ۳۲۶۱ تن سکنه دارد. آبش از قنات و چشمه و محصولش غلات می‌باشد. شغل اهالی زراعت و گله داری و صنایع دستی قالی بافی و قفل‌سازی است. یک باب دبستان و یک عمارت سرپوشیده و قلعه قدیمی دارد.

## حکومت چهارمحال

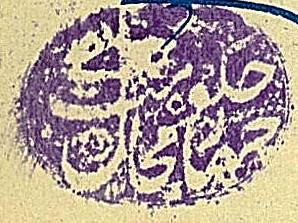

منطقه چهارمحال همواره از بلوکات اصفهان به‌شمار می‌رفته؛ مسعود میرزا ظل السلطان، در دو سفر پی در پی خود به چهارمحال، آن را بلوکی سرد، بسیار آباد، پر نعمت و پرجمعیت، با چراگاه‌های سبز و خرم و چمنهای زیاد و آب فراوان وصف کرده و افزوده چهارمحال مشهور به هند کوچک است و بهترین بلوک اصفهان پس از لنجان می‌باشد.[۱۱] چهارمحال و بختیاری تا پیش از سال ۱۳۵۲ خورشیدی در قالب شهرستان شهرکرد و بختیاری از شهرستان‌های استان اصفهان به‌شمار می‌آمد.
چهار محال، چهار محله می‌باشد به همین جهت چهار محال می‌گویند یعنی چهار محل است محل اول میزدج، دوم لار، سوم کلار، چهارم کندمان، پای تخت چهار محال می‌گویند یعنی دارای چهار محل به‌طور تحقیق بعد از بذر رعیت یک صدو پنجاه هزار خروار در این چهار ناحیه حاصل انبار مالکان می‌شود و باید چندین کرور و گوسفند داشته باشد.حاجی محمد رضا خان ریاحی چالِشتُری نامی با اسنادی که در دست دارد و بسیار اسناد معتبریست خود من هم ملاحظه کردم خود را بحضرت حر ریاحی رحمه الله علیه می‌رساند که مقام آن حضرت بالاتر و والاتر از آن است که این بنده بخواهم بنویسم برایتی اولین شهید دشت کربلا معلی است. بسیار مرد درست و قابل پاکبازی بود.
طول و عرض خاک چهار محال از قریه شیخ شبان (که مرات البلدان از آن بنام شیخ چوپان یاد نموده است) واقع ر مغرب و سر حد خاک فریدن تا قریه نقنه در مشرق چهار محال و سر حد خاک سمیرم (اصفهان) به مسافت تقریبی بیست و دو فرسخ ۱۳۶ کیلومتر و عرض آن از شهر سامان در شمال غربی تا قریه ده چشمه در جنوب شرقی در حدود نه فرسخ پنجاه و چهار کیلومتر و از گردنه رخ تا گردنه سولگان به مسافت شانزده فرسخ نو و شش کیلومتر تقریبی است و چون مشتمل بر چهار بلوک یا چهار ناحیه است معروف به این اسم گردیده بلوکات آن به تفکیک عبارتند از:
- ناحیه رار (که به غلط آن را در لفظ عامیانه لار هم می‌گویند) حدود این ناحیه جنوبی به شیراز شمالی به فریدن شرقی به اصفهان غربی به میزدج است. (شهر مهم آن عبارتند از: شهرکرد، فرخ‌شهر، کیان، (شهرک) هفشجان، سامان، بن)
- ناحیه کیار: حدود آن از قرار ذیل است: شمالی به میزدج جنوبی به گندمان، مغربی به پشتکوه بختیاری شرقی به لنجان، (از شهرها و روستاهای مهم آن می‌توان: شلمزار، دزک، دستگرد، را نام برد.
- ناحیه میزدج (این ناحیه نیز قبلاً به صورت مزدج خوانده می‌شده) در جلگه واقع است اطرافش از هر سمت کوه است چمنی وسط این دشت هست مسمی به چمن (کران) تخمیناً یک فرسخ زمین چمن است. حدود ناحیه میزدج از این قرار است جنوبی به بلوک کیار شرقی به رار غربی به بختیاری شمالی به فریدن (شهرها و روستاهای عمده این ناحیه عبارتند از (فارسان، جونقان، چلیچه، گوجان، و بابا حیدر) دست. عشایر. بختیاری. نبودونیست. درزمان. ناصرالدین. شاه۱۲۶۳. شمسی. میزدج. و مراتع. گوهرنگ. کجزو. میزدج. بودروشاه. به‌عنوان. خون. بهای. پدر سردار اسعد با حمایت. سفارت. انگلیس. ب. اسعد. طرفدار. انگلیس. داد این ناحیه به عمدتاً دست خان‌ها ی بختیاری اداره می‌شده که عمده دلیل ان به سبب ییلاق‌های عشایر بختیاری از قرون قبل و نیز عبور محور ارتباطی جلگه خوزستان به نقاط مرکزی ایران خصوصاً اصفهان از طرق جاده معروف به بختیاری یا لینچ در سال‌های آخر حکومت قاجاریه و ابتدای پهلوی می‌باشد.
- ناحیه گندمان (که در قدیم به‌صورت کندمان املا می‌گردیده) دارای حدودی از این قرار می‌باشد شمالی به میزدج، جنوبی به خاک شیراز، شرق به سمیرم غربی، به بختیاری و پشتکوه، (بختیاری) شهرها و روستاهای مهم آن عبارتند از (بروجن، گندمان، بلداجی، سفید دشت و فرادنیه) این ناحیه از دیرباز به سبب وجود امکانات طبیعی و نیز چمن آن که به‌عنوان یک منبع تأمین علوفه و آذوقه سپاهیان در ایام صلح و نیز مواقع جنگ در مناطق داخلی و مرکزی ایران مورد توجه استراتژیکی بوده ونیز موقعیت سیاسی خاصی که از طریق بر سر راه قرار داشتن فارس به اصفهان دارا بوده مورد عنایت دولت‌ها از ابتدا تا انقراض قاجاریه قرار داشته است از زمان ارسلان فرزند طغرل سلجوقی هست که با نام این ناحیه در منابع روبرو می‌شویم هر چند بر اساس قراین و شواهد تاریخی پیش از آن نیز این ناحیه دارای اهمیت بوده است.[۵]

## قرا آباد شده توسط حاجی محمد رضا خان ریاحی چالِشتُری
قریه ساخته حاج محمدرضا خان ملکی

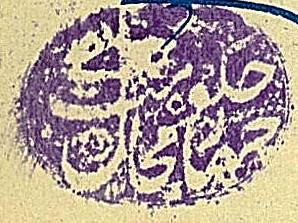

چالِشتُر قلعه- مسجد - حمام سه دانگ قریه متعلق به خانباباخان- سه دانگ متعلق به منسوبان او
اشکفتک دو باب عصار خانه - مسجد - حمام چهار دانگ ملکی خانباباخان - دو دانگ متعلق به منسوبان مشارالیه
زانیان سفلی حمام - مسجد یک دانگ قریه ملکی خانباباخان - پنج دانگ متعلق به آقا عبدالحمید و آقا حسینعلی و آقاعلی و آقا مهدی و آقا محمد کاظم منسوبان خانباباخان
دهکرد تیمچه - عمارات - حمام یک دانگ قریه مزبوره ملکی خانباباخان و محمد مهدی خان - پنج دانگ متعلق به منسوبان مشارالیهما و به رعیت
نافچ مسجد- عمارت اربابی- حمام - دو باب عصار خانه - دو باب آسیا ملکی خانباباخان
کاکلک آباده کردة حاجی محمدرضاخان -
پیربلوط - ملکی محمدمهدی خان و بستگان خانباباخان
ارجنگ - ملکی خانباباخان و محمدمهدی خان
هارونی قلعه- عمارت اربابی- حمام آباد کردة حاجی محمدرضاخان، سه دانگ ملکی خانباباخان و سه دانگ ملکی محمد مهدی خان
سوده جان قلعه آباد کرده حاجی محمدرضاخان حالا ملکی بختیاری است
حمام رعیتی
بارده - ملکی رعیت
مرغ ملک حاجی محمدرضا خان آباد کرده است
قلعه و حمام ملکی خانباباخان
اقاتون آباد کردة حاجی محمدرضاخان -
شیخ چوپان - -
بن دو حمام در آن هست یکی را حاجی محمدرضاخان ساخته ملکی رعیت
کتک آباد کرده حاجی محمدرضاخان -
آق‌بلاغ آباد کرده حاجی محمدرضاخان حالا متصرفی حسینقلی‌خان ایلخانی -
دانان قلعه سه دانگ ملکی بستگان حاجی محمدرضاخان - سه دانگ ملکی رعیت
خوی - ملکی آقا محمد حسین اصفهانی
سورشجان - آباد کردة حاجی محمدرضاخان حالا ملکی حسینقلی‌خان ایلخانی
گرم‌دره حمام ملکی رعیت
مادکده - ملکی رعیت
هون - نصفه قریه ملکی خانباباخان - نصف ملکی رعیت
سوادجان - قدری از قریه متعلق به کسان خانباباخان، باقی ملک رعیت
دشتی - ملکی رعیت
چم‌چنگل قلعه ملکی محمد مهدی‌خان
چم‌زین قلعه ملکی خانباباخان
چم‌خلیفه مسجد و حمام ملکی محمد مهدی خان و خانباباخان
کالا - ملکی آقا عبدالحمید
کاکا حمام ملکی خانباباخان
چم‌عالی کمربر - ملکی آقا حسینعلی از کسان خانباباخان
آسیاپل معروف به زمان‌خان - -
کامکش - ملکی رعیت
ایلبیگی - ملکی آقا حسینقلی و آقا عباس
سامان سه حمام در این قریه است که یکی از آنها را حاجی محمدرضاخان ساخته است. ملکی رعیت
شورآب - ملکی رعیت
پرکستان - ملکی خانباباخان
مسجد و حمام آن را خانباباخان ساخته است.
چم‌یاری - ملکی خانباباخان
چرمهینی - ملکی آقا نصرالله و آقا محمدحسن و آقا عبدالله و آقا نصرالله و آقا عبدالله
دو باب حمام دارد: یکی را رعیت ساخته و یکی اربابی
سورچه علیا و سفلی و باقرآباد و شریف‌آباد - ملکی رعیت
قهفرخ قلعه ملکی محمدمهدی خان و رعیت
عمارت بسیار خوب اربابی را محمدمهدی خان آنجا بنا کرده
شهرک - ملکی رعیت
احمدآباد قلعه و کلیسا حمام: خانباباخان
مفشیجان - ملکی رعیت
شمس‌آباد - ملکی آقا نصرالله و آقا عبدالله چرمهینی
طاقانک - ملکی خانباباخان
عمارت اربابی: ساخته خانباباخان
سیرک - ملکی آقا نصرالله و آقا عبدالله چرمهینی
کلیسا و قلعه اربابی: ساخته اربابان
وردیجان - -
مزرعه گاوچر - -
سالار - -
چلوان حمام -
علی‌آباد شوره بومی در حوالی دهکرد - -
خراجی حمام -
کلاتک حمام -
دستنا - -
تشنیز قلعه - حمام - آسیا ملکی خانباباخان
شلمزار - حمام و مسجد رعیتی
کهرویه - -
سرتشنیز یابکان قلعة آجری دو دانگ ملکی محمد مهدی خان و چهار دانگ ملکی رعیت
گشنیزکان قلعة آجری ملکی خانباباخان و محمدمهدی خان، هر کدام سه دانگ
کرکان معروف به قلعه سلیم - -
دزک - -
دستجرد امامزاده - خانباباخان امامزاده را تعمیر نموده و ساخته
دو دانگ دستجرد ملکی خانباباخان، چهار دانگ متعلق به رعیت
سورک - ملکی اولاد مرحوم حاجی محمدصادق لنبانی اصفهانی حالا متصرفی علی‌اکبر خان داماد حسینقلی خان ایلخانی
خیرآباد قلعه - مسجد - حمام ملکی خانباباخان و محمدمهدی خان
دهنو - ملکی رعیت قدری متعلق به علی‌اکبرخان
باباحیدر - ملکی رعیت
فیل‌آباد - ملکی رعیت
عیسی‌آباد قلعه - حمام - آسیا ملکی خانباباخان
کوجان - ملکی رعیت
فارسان قلعه دو دانگ ملکی خانباباخان و چهار دانگ از رعیت
کران قلعه حمام و آسیا خانباباخان ساخته
ده‌چشمه - سه‌دانگ از ده چشمه و سه‌دانگ از آسیاها ملکی ابتیاعی خانباباخان و سه دانگ متعلق به رعیت است.
حمام و مسجد رعیتی
گوشه - -
پردنجان - ملکی رعیت
چلیچه - یک دانگ ابتیاعی حاجی محمدرضاخان ملکی خانباباخان
راست‌آب - ملکی رعیت
جونقان آباد کرده حاج محمدرضاخان -
قلعة حاجی‌آباد آباد کرده حاجی محمدرضاخان
ساخت قلعة آجری ملکی خانباباخان و محمدمهدی خان
ریواسجان - ملکی خانباباخان
قلعه‌ای دارد محمود خان جد خانباباخان آن را ساخته
سفیددشت - ملکی رعیت
قلعه‌ای هم خانباباخان آنجا ساخته است
بروجن - ملکی رعیت
چقاخور - حسینقلی خان ایلخانی قلعة بسیار معتبر و عمارتهای عالی ساخته است.
بلداجی - -
بلوکی - ملکی رعیت

## آثار تاریخی

### قلعهٔ تاریخی چالشتر

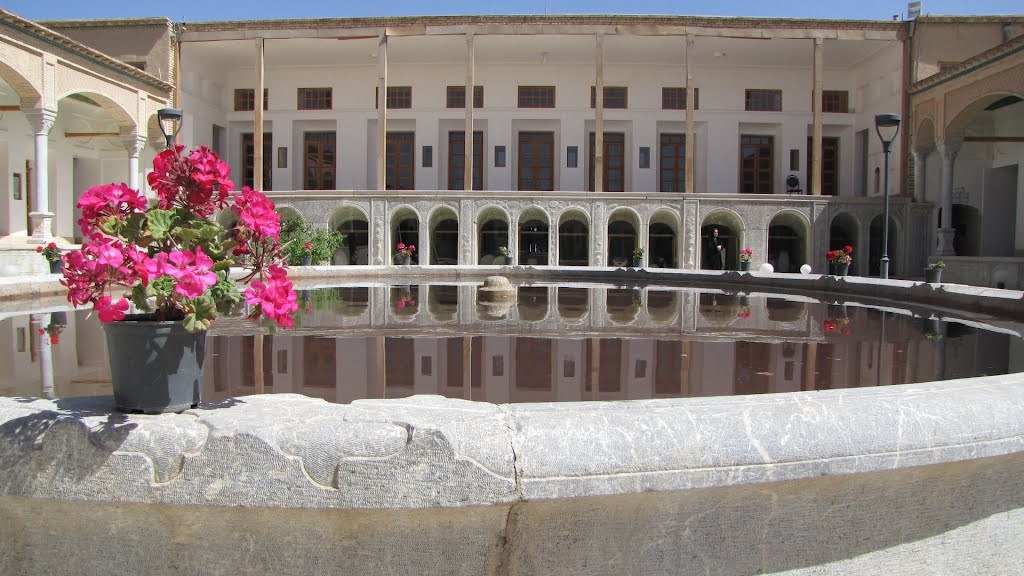
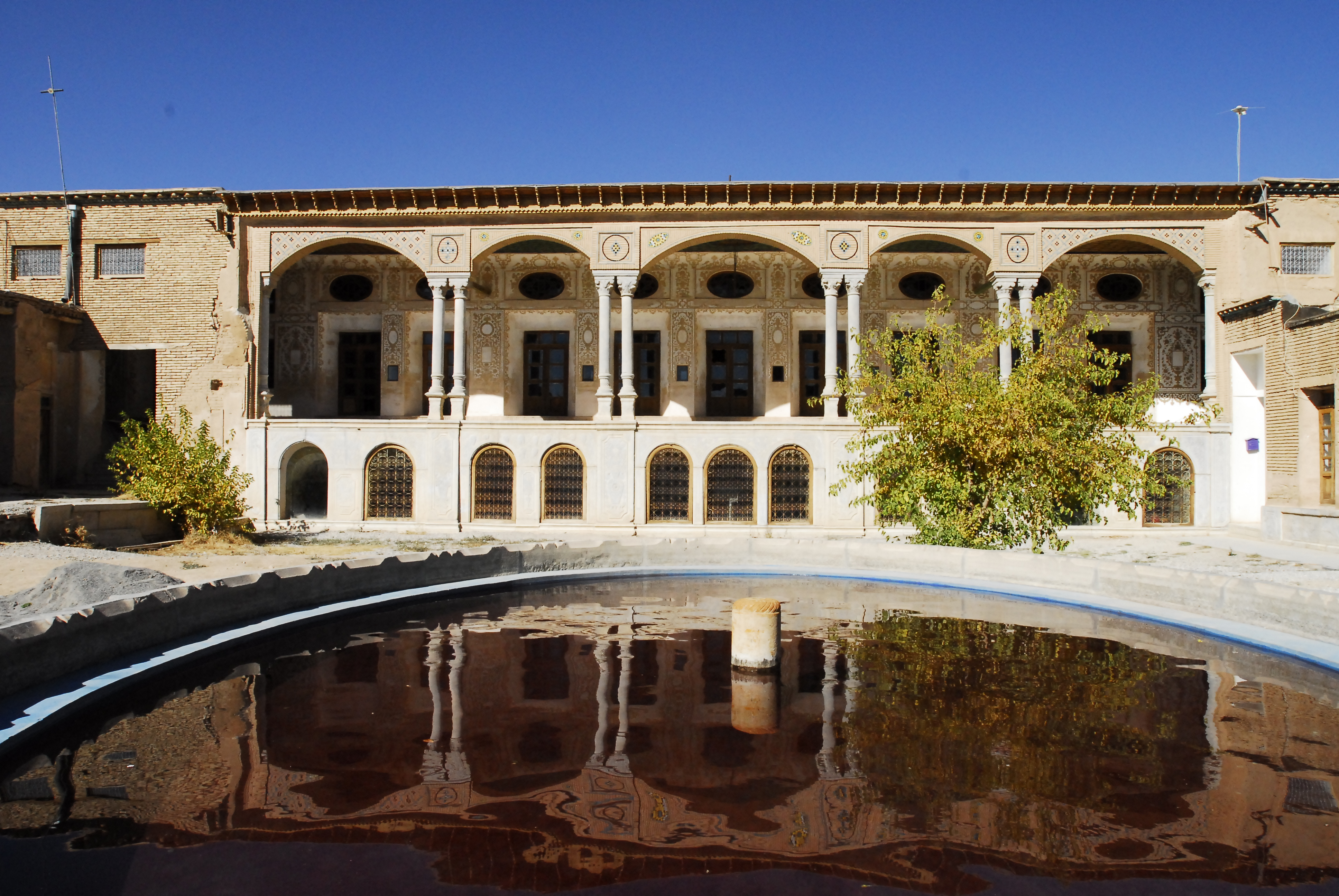
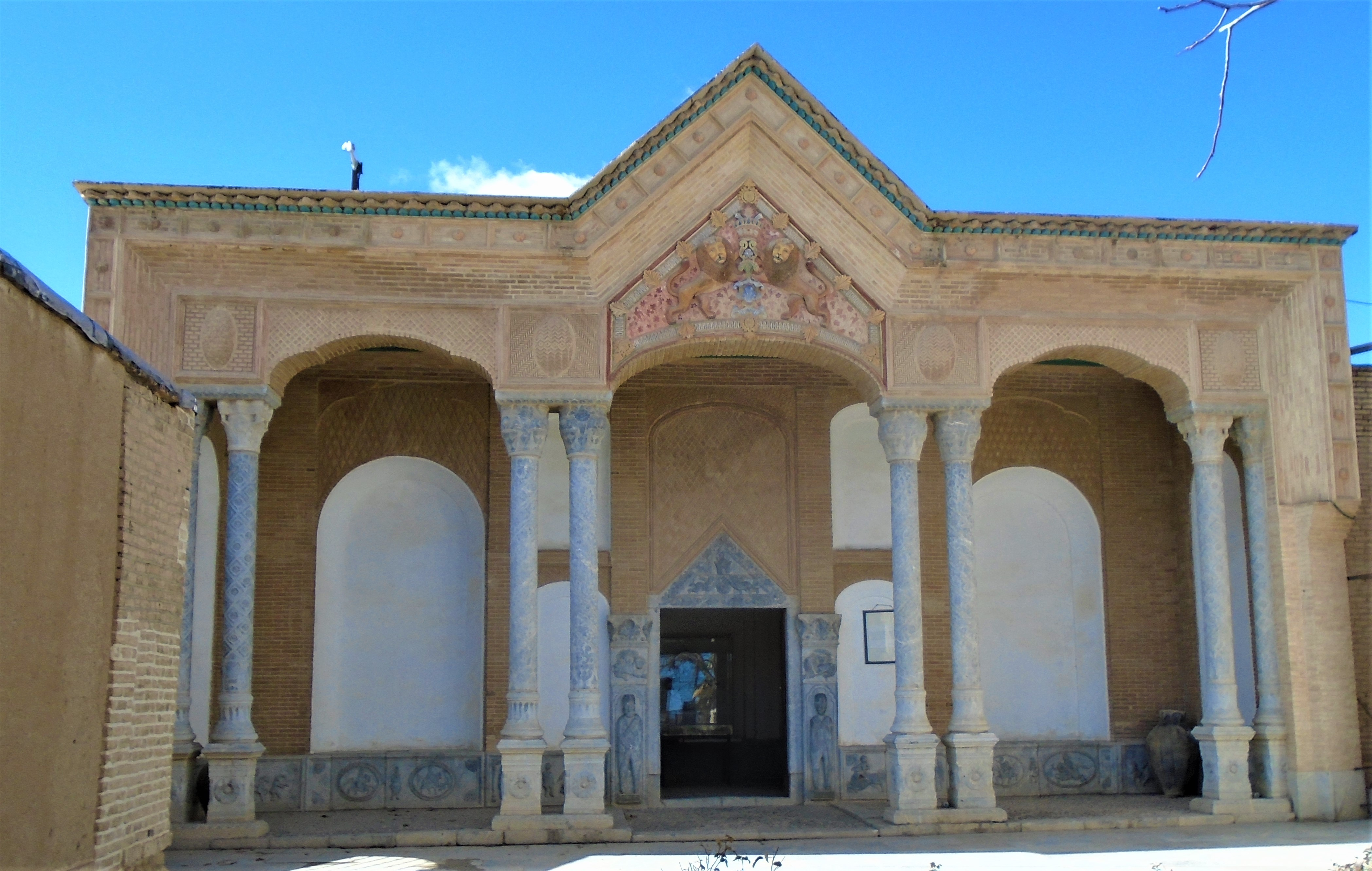

مجموعه قلعه تاریخی چالِشتُر، که به قلعه خانی مشهور می‌باشد، ۱۲۰ سال پیش در چالشتر احداث شد و در یکی از سرستون‌های سنگی این مجموعه، تاریخ ساخت آن به سال ۱۳۲۱هجری قمری حک شده است. قلعه چالِشتُر در استان چهارمحال و بختیاری، تلفیقی از معماری دوران قاجار با معماری اروپایی است که با ستون‌هایی ایستاده از سنگ و نقش برجسته‌های دیدنی خودنمایی می‌کند.
قلعه چالِشتُر، در پنج کیلومتری شهرکرد به عنوان یک اثر باشکوه از نظر معماری و هنری حجاری در ایران است. این قلعه، در منطقه چالشتر واقع شده که در دوره صفویه مرکز حکمرانی چهارمحالی‌ها بوده که به وسیله کلانتران روستاها و مناطق تحت سیطره خود را کنترل می‌کردند و پس از انتصاب حسین قلی خان به عنوان ایلخان بختیاری، در اواسط حکومت ناصرالدین شاه، حکمرانان این منطقه از حاکمیت بر چالشتر خلع و به زمین داران بزرگ تبدیل شدند.
مجموعه تاریخی چالِشتُر، شامل: سردر سنگی، خان نشین، اندرونی، حمام، انبارها و اصطبلها است و قلعه عیانی و خان‌نشین این مجموعه تاریخی دارای ۳۸ ستون سنگی با سر در و ایوان می‌باشد. ازاره سنگی منقوش این مجموعه قلعه شامل: نقوش افسانه‌ای و اسطوره‌ای، زندگی روزمره، گل و گیاه، گل و گلدان، گل و مرغ، نقوش پیچش گیاهی و نقوش فرشته است و این نقوش به صورت ماهرانه و زیبا خلق شده و در برخی موارد به صورت برجسته حجاری شده است. در این قلعه، اندرونی با یک دالان به قسمت خان‌نشین ارتباط داشته و ایوان آن دارای ۱۰ ستون سنگی است و ایوان با آجرکاری و کاشی معرق در لچکی‌ها و پیشانی بنا با ازاره‌های سنگی منقوش شامل: درختان تاک، گل و گلدان، گل و مرغ و سرو و کاج تزئین شده است. اتاق‌های این مجموعه قلعه نیز، با نقوشی به سبک نقاشی لندنی که تلفیقی از هنر نقاشی ایرانی و غربی است، مزین است و این سبک نقاشی که در دوره قاجار به اوج خود می‌رسد، شامل: نقوش گل و گلدان، افسانه لیلی و مجنون و نقوش اسلامی شامل: یوسف و زلیخا به همراه خط نوشته‌ای از آیات قرآن است.
در بخشی از سر درهای این مجموعه قلعه، همچنین معماری سنتوری که به صورت مثلثی شکل با نقوشی به سبک شیر و شکر است، به چشم می‌خورد و حمام قلعه تاریخی چالِشتُر نیز مزین به کاشی آبی فیروزه‌ای و سفید سربی بوده است. سقف اندرونی این قلعه، به صورت قابهایی از چوب گردو است و درها و پنجره‌های اتاق‌های این مجموعه نیز از جنس چوب گردو به صورت گره چینی شده می‌باشد و این مجموعه قلعه دارای پنج ایوان است و پنج اتاق نیز در اندرونی آن وجود دارد و در مجموع دارای ۴۰ ستون است.

### خانه اسحاقی‌ها

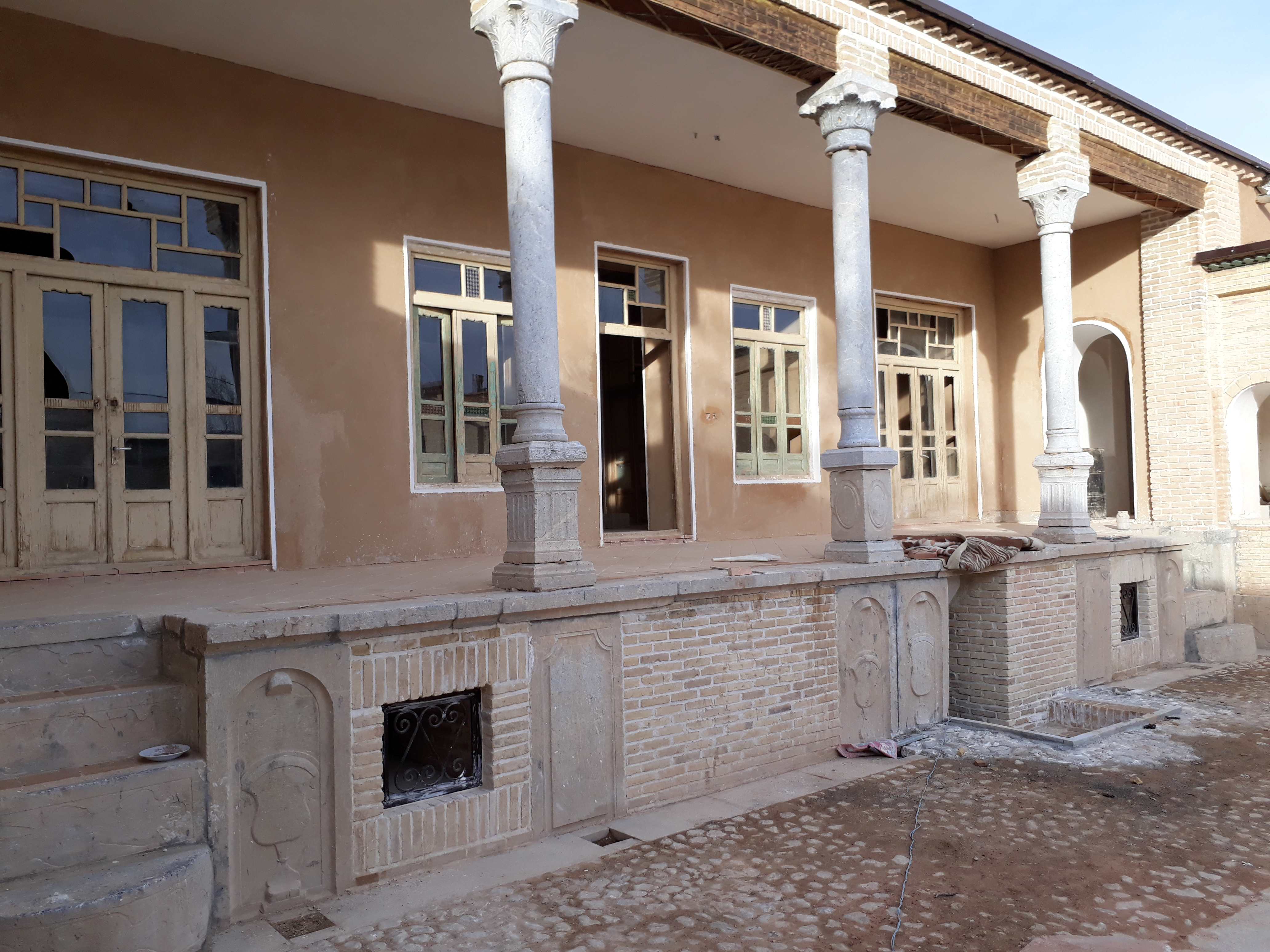

خانهٔ اسحاقی‌ها در محلهٔ نوکندی‌ها داخل قلعهٔ چالشتر قرار داشته است. هم‌اکنون در عرض ۳۲ درجه و ۱۹ دقیقه و طول ۵۰ درجه و ۵۱ دقیقه استان چهار محال و بختیاری – شهر شهرکرد – منطقهٔ چهار – پشت موزهٔ مردم‌شناسی، خانه ای قرار دارد، که بنا به گفتهٔ اهالی و ساکنان سابق اش همان خانهٔ اسحاقی است. از آنجا که تعیین تاریخ دقیق ساخت ابنیه به دلیل طولانی بودن زمان ساخت بناها در گذشته و تکمیل آنها در دوره‌های گوناگون کاری است غیرممکن. ولی برای خانه اسحاقی‌ها فقط می‌توان گفت با توجه به تاریخ ساخت خانه خان در چالشتر و خانه‌های آزاده و خانه منزوی که قدیمی تر از بنای مورد مطالعه ما هستند به‌طور تقریبی می‌توان دوره ساخت بنای خانه اسحاقی‌ها را دراواخر دوره قاجاریه و اوایل دوره پهلوی تخمین زد. خانه اسحاقی از جمله آثاری از میراث فرهنگی ایران است که به لحاظ ویژگیهای تاریخی و معماری خاص خود واجد ارزش می‌باشد. شاید مهم‌ترین این ویژگی‌ها این باشد که بنا علی‌رغم آنکه به نسبت بسیاری از آثار شهر و کشور متاخر است لیکن ارتباط تنگاتنگی با معماری بومی کشور و شهر شهرکرد دارد؛ یعنی محصول زمانی است که معماری بومی سرزمین ایران در حال فراموشی بوده و معماری وارداتی جایگزین می‌گردد. از جمله ویژگیهایی که خانه اسحاقی را واجد اهمیت می‌سازد یکی تعلق آن به بافت تاریخی چالشتر می‌باشد و موقعیت قرارگیری آن به نحوی است که در محدوده بافت تاریخی شهر قرار دارد و به سهولت می‌تواند در مسیر گردشگری شهری قرار گیرد. علاوه بر دلایل ذکر شده در رابطه با ضرورت حفاظت میراث معماری و شهرسازی، آگاهی از این موضوع که سرمایه‌های فرهنگی کشور در روند رو به رشد میل به تجدد -که در طی سده اخیر فزونی یافته- در معرض خطر نابودی کالبدی و مفهومی قرار دارند تأکید دیگری بر ضرورت موضوع حفاظت است؛ زیرا بیم آن می‌رود که در آینده نه چندان دور، دیگر اثری از میراث فرهنگی که سند سهم هر ملت در شکل‌گیری تمدن بشری است، برجای نماند. همچنین اهمیت این ثروت عظیم نه تنها درقالب یادگارهای تاریخی، که به عنوان زیرساختی در توسعة درون زای منطقه و کشور نیازمند توجه است. خاصه توجه به این موضوع که اثر مورد بررسی، در بافت تاریخی و زنده شهری قرار گرفته که خود واجد ارزش بسیار است.

### خانه ریاحی نسب‌ها
خانهٔ ریاحی نسب‌ها

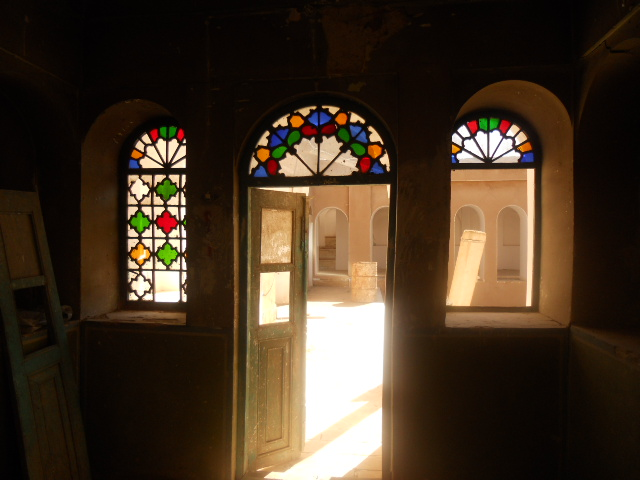

از زمان ساخت خانه اطلاعات دقیقی در دست نیست. ولی چون این خانه در بافت تاریخی قرار گرفته است می‌توان زمان ساخت آن را با ساخت قلعه همزمان یا دورتر از آن دانست.
با توجه به اطلاعاتی که از کتاب تاریخ و جغرافیای چهارمحال به دست آمده بانی اولیه قلعه به‌طور قطع معلوم نیست ولی قلعهٔ دوم با روکش آجری با خشت‌ها و آجرهای قطور و وزین از مرحوم حاج محمدرضا خان می‌باشند که متصل به همان قلعهٔ قدیمی صفوی است و درواقع یک بنا و یک بارو و دیوار محسوب می‌شود که زیر آن گل و خشت و روی آن آجر است که می‌توان آن را از آثار باستانی و ملی محسوب کرد.
تاریخ این بنا از قراری که بر دیوار آن ثبت شده ۱۲۶۲ قمری است و بدیهی است این تاریخ اتمام آن است طوری که آقای آزاده ذکر نموده‌اند در اشعاری که در آنها تاریخ ذکر شده (حروف ابجد) تاریخ یک هزار و دویست و پنجاه و کسری ذکر گردیده است و تاریخ دیوارها بعد از نصب دروازه‌ها و تزئینات و ساختمان سنگرها بوده است.
با توجه به این مطالب می‌توان تاریخچه ای برای این بنا حدس زد که احتمالاً در دورهٔ صفوی ساخته شده است.

## خانه آزاده چالِشتُر
خانهٔ آزادهٔ چالِشتُر، قدیمی‌ترین ساختمان مسکونی استان چهارمحال و بختیاری، با ۱۲۰۷ متر مربع که در سال ۱۲۰۶ ه-ق ساخته شده است. خانهٔ آزاده، قدیمی‌ترین خانهٔ استان چهارمحال و بختیاری، خانه ای که هنوز زنده است.

خانه ای در مجاورت قلعهٔ چالِشتُر، خانه ای در مجاورت مسجد جامع چالِشتُرخانه ای در مجاورت "سرپوشیده"(قدیمی‌ترین جای چالِشتُرکه دیگر اثری از آن نیست)، خانه ای در نزدیکی مدرسهٔ فرید خانه ای تاریخی که در آن می‌توان رد پای صفویه، زندیه و قاجاریه را یافت. درب ورودی خانهٔ آزادهٔ چالِشتُر که بر سنگ نوشتهٔ سر در آن تاریخ ۱۳۰۷ه-ق (تاریخ ساخت جبههٔ جنوبی وشرقی خانه) ثبت شده است. خانه ای که روزگاری محفل شاعران و عارفان بوده، چرا که هنوز عارفانه و عاشقانه‌های بسیاری را می‌توان بر در و دیوارش دید. و حتی بر لب حوض اش، عصرگاهان و سحرگاهان شنید. خانه ای که هنوز ازساکنان قدیمی اش،"حجی خان"(حاج مهدی خان آزادهٔ
 چالِشتُری) و اجداد او، به نیکی یاد می‌کند. جبههٔ غربی خانهٔ آزادهٔ چالِشتُر، در مجاورت "سرپوشیده"، بهاره نشین با سقف‌های دوپوش، اتاق‌های گوشواره ای و "برج نقاشی"که دیگر اثری از آن نیست. خانه ای که هنوز مشبک پنجره‌هایش به هم گره خورده‌اند، بی هیچ میخی

مشبک هائی که هنوز آن شیشه‌های معمائی ر ا در آغوش گرفته‌اند. شیشه هائی که هنوز از بیرون بی‌رنگ اند و از درون رنگارنگ و تماشائی.
پنجره هائی که هنوز، روزها، رنگین کمان زندگی را بر "رف" اتاق‌ها می‌نشانند و شب‌ها، مهتاب را در سه کنج خانه می‌خوابانند. پنجره هائی مشبک و گره چینی شده، ارسی هائی رنگارنگ، با شیشه هائی ریز و درشت، که هنوز به اشعار ثبت شده بر چهارجوب شان گوش فرا می‌دهند، چرا که بیهوده نگفته‌اند که:"مستمع، صاحب سخن را بر سر شوق آورد." پنجره هائی که هنوز به حیاطی پر گل، چشم دوخته‌اند تا مگر بهاریه‌های سال‌های دور را دوباره زمزمه کند.
خانه ای که بهاربندش گم شده است،
خانه ای که برج نقاشی اش گم شده است،
خانه ای که همسایه ی"سرپوشیده"اش گم شده است،
خانه ای که حتی آئینه کاری‌هایش نیز گم شده است.
هنر معرق و منبت و کاربندی همراه با پنجره هائی مشبک و گره چینی شده و ارسی‌ها با شیشه‌های ریز و درشت رنگارنگ
خانه ای که با همهٔ این اوصاف، باز ناشکر و نا سپاس نیست. چرا که هنوز با "سردرب" و دالان و "هشتی" و "مطبخ" اش نفس می‌کشد.
چرا که هنوز با معرق کاری‌ها، منبت کاری‌ها و کاربندی‌هایش نفس می‌کشد.
چرا که هنوز با گچ بری‌ها، نقاشی‌های دیواری و هنرهای روی چوب اش نفس می‌کشد.
چرا که هنوز با "پستو خانه"و اتاق های"گوشواره"ای اش نفس می‌کشد.
چرا که هنوز با یاد "زنده یاد"‌های درگذشته اش، همان"ساکنان خوب قدیمی اش"، نفس می‌کشد.
چرا که هنوز با نام و یاد و کلام خدا، که برای همیشه بر "سردر"ش نقش بسته است، نفس می‌کشد:
هو الله
بسم الله الرحمن الرحیم
انا فتحنا لک فتحا مبینا
نصر من الله و فتح قریب
خانه ای با بخاری هائی دیواری که همچنان خمیازه می‌کشند، آنچنان که گفته‌اند:
دهان گشاده بخاری به سان بی ادبان
رسانده کار به جایی که چوب می‌خواهد